# Myrothamnaceae
Myrothamnus là một họ thực vật hạt kín. Họ này được nhiều nhà phân loại học công nhận.
Hệ thống APG II năm 2003 gộp họ Myrothamnaceae trong họ Gunneraceae nhưng cho phép tách ra tùy ý để lập thành họ riêng biệt. Khi tách ra thì họ này bao gồm 1 chi có danh pháp Myrothamnus với 2 loài, được gán trong bộ Gunnerales của nhánh core eudicots. Điều này là sự thay đổi so với hệ thống APG năm 1998, trong đó 2 họ này là tách biệt và không đặt trong bộ nào. Tuy nhiên, hệ thống APG III năm 2009 lại công nhận sự tách biệt của 2 họ và vẫn gán nó trong bộ Gunnerales. Quan hệ gần của Myrothamnus với Gunnera mới được phát hiện gần đây nhờ các nghiên cứu hệ thống hóa ở cấp độ phân tử.

## Hình ảnh

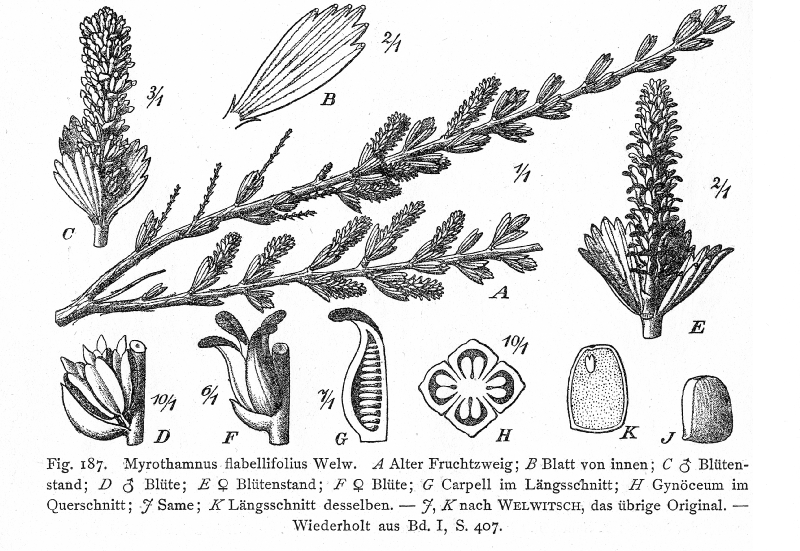
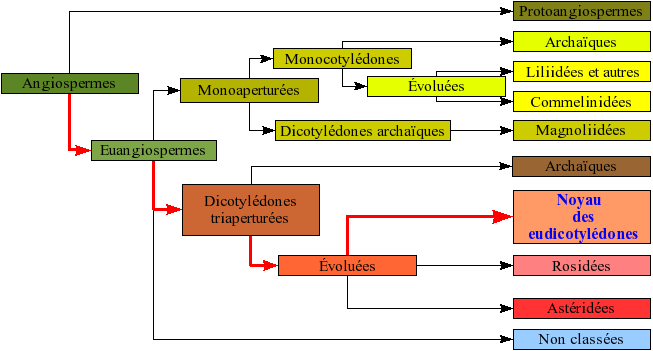